# Talking to the Moon
Talking to the Moon è un singolo del cantautore statunitense Bruno Mars, pubblicato il 12 aprile 2011 come quinto estratto dal primo album in studio Doo-Wops & Hooligans.

## Descrizione
Scritta dal team The Smeezingtons, composto dallo stesso Bruno Mars, Philip Lawrence e Ari Levine, il brano è stato originariamente inserito nella lista tracce del suo EP di debutto It's Better If You Don't Understand. Il protagonista della canzone racconta che ogni notte parla rivolto alla Luna, sperando che le sue parole arrivino alla sua ex innamorata, a cui vorrebbe dire che lei è tutto ciò che conta per lui e che vuole ritrovare il suo amore, e si chiede se lei possa sentirlo o se è solamente un pazzo che parla da solo (effettivamente i suoi vicini di casa e molte persone in città ritengono che sia impazzito).
La canzone è stata pubblicata come singolo unicamente in Brasile, dove riscosse un enorme successo commerciale, raggiungendo la prima posizione sia nella Brasil Hot 100 Airplay che nella Brazil Hot Pop Songs ed è rimasta in vetta per 9 settimane.

## Accoglienza
La canzone ha ricevuto recensioni molto positive da critici musicali. Durante la recensione dell'EP di debutto di Mars, Bill Agnello di About.com ha dichiarato: 
Leah Greenblatt di Entertainment Weekly, ha dichiarato che si tratta di «una canzone che ti tocca nel profondo e che mostra la grande voce di Bruno Mars, come la vivace Marry You». Emily Yang, da The Signal ha scritto che il brano «si concentra sul suo dolore. Canta di solitudine che è quasi palpabile in coro».
Alex Young, da Consequence of Sound, dice che la canzone può essere la migliore dell'album definendolo "un sincero canto morbido di un amore perduto".

## Classifiche

### Classifiche settimanali
| Classifica (2011-24) | Posizione massima |
| -------------------- | ----------------- |
| Brasile              | 1                 |
| Filippine            | 85                |
| Grecia               | 93                |
| Israele              | 72                |
| Perù                 | 112               |
| Portogallo           | 50                |
| Singapore            | 27                |
| Svizzera             | 92                |

### Classifiche di fine anno
| Classifica (2021) | Posizione |
| ----------------- | --------- |
| Portogallo        | 116       |